# 錐紋石
錐紋石，又稱為鐵紋石，是一種鐵-鎳合金的礦物，通常其比例為90:10至95:5，或許還有鈷或碳的雜質存在其中。在地球表面，只有在隕石才會自然出現這種合金。它有金屬的光澤，顏色為灰色，雖然有等軸晶的六面體的結構，但沒有明確的解理。他的密度大約在8 g/cm³ ，摩氏硬度為 4，有時就稱為鐵鎳隕石（balkeneisen）。
錐紋石的名稱在1861年被提出，源自希臘文kamask，其意義為板條或束。它是鐵隕石的主要成分（八面體隕鐵和六面體隕鐵的類型）。在八面體隕鐵，它會與鎳紋石交織形成魏德曼花紋；在六面體隕鐵，則經常會形成微細、平行的諾伊曼線，這是一種變形的結構，是相鄰的錐紋石板在撞擊中產生激波的證據。
有時，會發現錐紋石和鎳紋石緊密的混合在一起形成合紋石，很難以目視區分出來。紀錄上最大的錐紋石晶體經測量為92x54x23 cm3。
參見：礦物列表